# Sion (elektrische auto)
De Sion is een door de Duitse start-up Sono Motors aangekondigde volledig elektrisch motorvoertuig (elektrische auto), dat zowel via het elektriciteitsnet , evenals via de in de carrosserie geïntegreerde zonne-cellen kan worden opgeladen.

## Voorgeschiedenis
De oprichters van Sono Motors werkten sinds 2012 aan de realisatie van de Sono Sion. In 2016 en 2017 werd er door middel van twee crowdfunding-campagnes meer dan twee miljoen euro voor de ontwikkeling ingezameld.
In juli 2016 werden er computersimulaties van het voertuig voorgesteld aan het publiek.
Sinds augustus 2017 zijn er twee, bij Roding Automobile gebouwde, functionele prototypes, waarvan de vorm en functies grotendeels dat van het uiteindelijke product lijken te benaderen. Tot aan de definitieve oplevering kan het ontwerp, materiaal en de afwerking nog verder worden geoptimaliseerd. Tijdens de testritten in twaalf Europese steden (van augustus 2017 tot oktober 2017) opgedane ervaringen zijn gebruikt voor de verdere ontwikkeling van het uiteindelijke voertuig.
In de herfst 2017 begon volgens Sono in samenwerking met verscheidene partners de serie-ontwikkeling. De crashtest respectievelijk homologatie zou in 2018 plaatsvinden, waarbij de 4* NCAP-veiligheidsstandaard wordt nagestreefd. De serieproductie en oplevering van de Sion zou midden 2019 beginnen.
In 2017 hebben meerdere middelgrote investeerders zich bij Sono Motors aangediend, waaronder de oprichter van de energiedienstverlener Juwi alsook de Böllinger-groep.
Op 9 mei 2018 kondigde Sono Motors de toewijzing van een grote order voor de ontwikkeling en vervaardiging van een batterijsysteem voor haar auto aan de Duitse autotoeleverancier ElringKlinger. De order bedraagt meerdere miljoenen euro over de loop van acht jaren.
Op 6 juni 2018 deelde Sono Motors in een persmededeling mee, dat de Sion met voor deze prijsklasse tot nu toe ongebruikelijke LED-spotlampen zou worden uitgerust. Leverancier van deze lampen zou Automotive Solutions Germany GmbH (ASG) worden.
Op 17 april 2019 werd aangekondigd dat de productie vanaf midden / eind 2020 van National Electric Vehicle Sweden (NEVS) op de locatie Trollhättan (Zweden) in de voormalige fabriek van autofabrikant SAAB zal plaatsvinden.

## Model
De Sono Sion is een zuiver elektrische personenwagen, waarvan de batterij niet enkel via een Type 2-connector (Mennekes) of CCS-connector maar ook door de in de carrosserie geïntegreerde zonnepaneelmodules wordt opgeladen.

### Aandrijving
Als aandrijving dient een door Continental AG geleverde driefasige synchrone motor met een vermogen van 120 kW (163 pk). De motorspanning bedraagt 400 V en de maximumkoppel van 290 Nm. Het is een auto met voorwielaandrijving. De maximumsnelheid is tot 140 km/u beperkt.

### Zonnecellen (viSono)

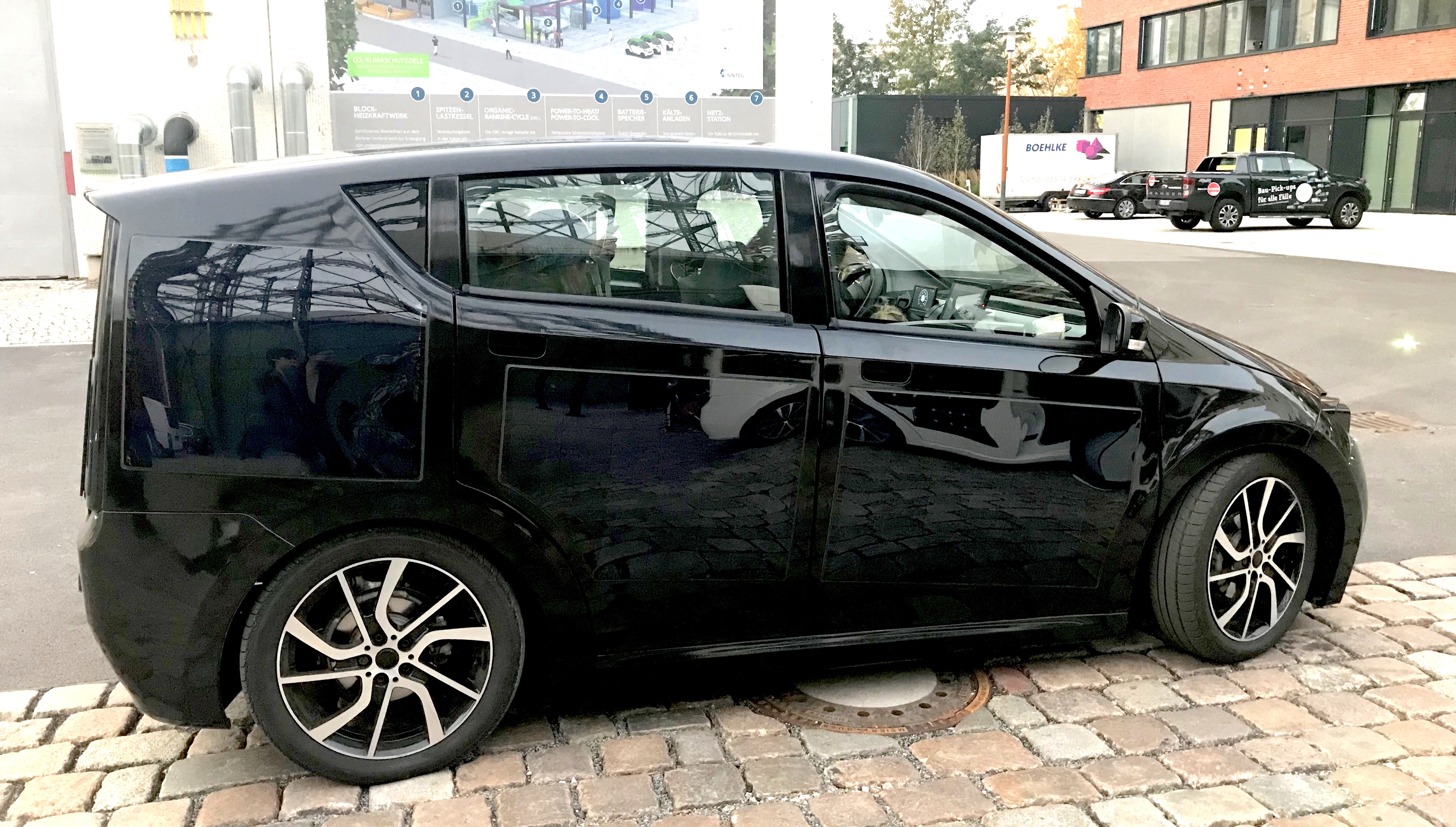
Zijaanzicht van het zwarte prototype op 13 oktober 2017.

Het dak, de snuit en grote delen van de carrosserie zijn met hoog efficiënte monokristallijne siliciumcellen (bijzonder efficiënt bij diffuus licht, deze zouden o.a. bij een stralingshoek tot 70° nog 100% van hun opbrengst bereiken) bekleed, die door een laag uit polycarbonaat worden beschermd. De start-up gebruikt voor deze techniek de productnaam viSono. De totale oppervlakte van de 330 zonnepaneelcellen bedraagt 7,5 m² met een aangekondigde efficiëntie van 24 procent. De door de producent opgegeven maximale totale opbrengst bedraagt 1208 Wp, waarmee het rijbereik onder gunstige omstandigheden (zonnige dagen) in Centraal-Europa rond 30 km per dag en gemiddeld over een jaar ongeveer 10 km per dag zou kunnen uitbreiden.

### Uitrusting
Sion Motors gaat voor een strategie waarbij men maar één versie produceert om de kosten te drukken.
De Sion biedt plaats aan vijf passagiers. De zetels bieden 45 cm aan schouderruimte en zijn allen inklapbaar. De bestuurderszetel is in hoogte en positie verstelbaar. De eerste modellen zullen enkel in het zwart worden aangeboden. De kofferruimte is standaard 650 l en kan door het neerklappen van de achterzetels tot een totale kofferruimte van 1250 l worden vergroot. Binnenin reguleert een natuurlijke filter van IJslands mos de luchtvochtigheid en filtert (bovenop de gewone filter) tot 20% van het fijnstof (breSono). De airbags vooraan en achteraan zijn uitschakelbaar, zodat men kinderzitjes kan plaatsen (ISOFIX). De elektrische handrem is in de middenconsole geïntegreerd. Een afneembare trekhaak voor aanhangwagens tot 750 kg zou als optie beschikbaar zijn.
De Sion wordt met ABS, een alarmsysteem, airbags voor zowel bestuurder als bijrijder (uitschakelbaar), alsook ESP met tractiecontrole uitgerust.

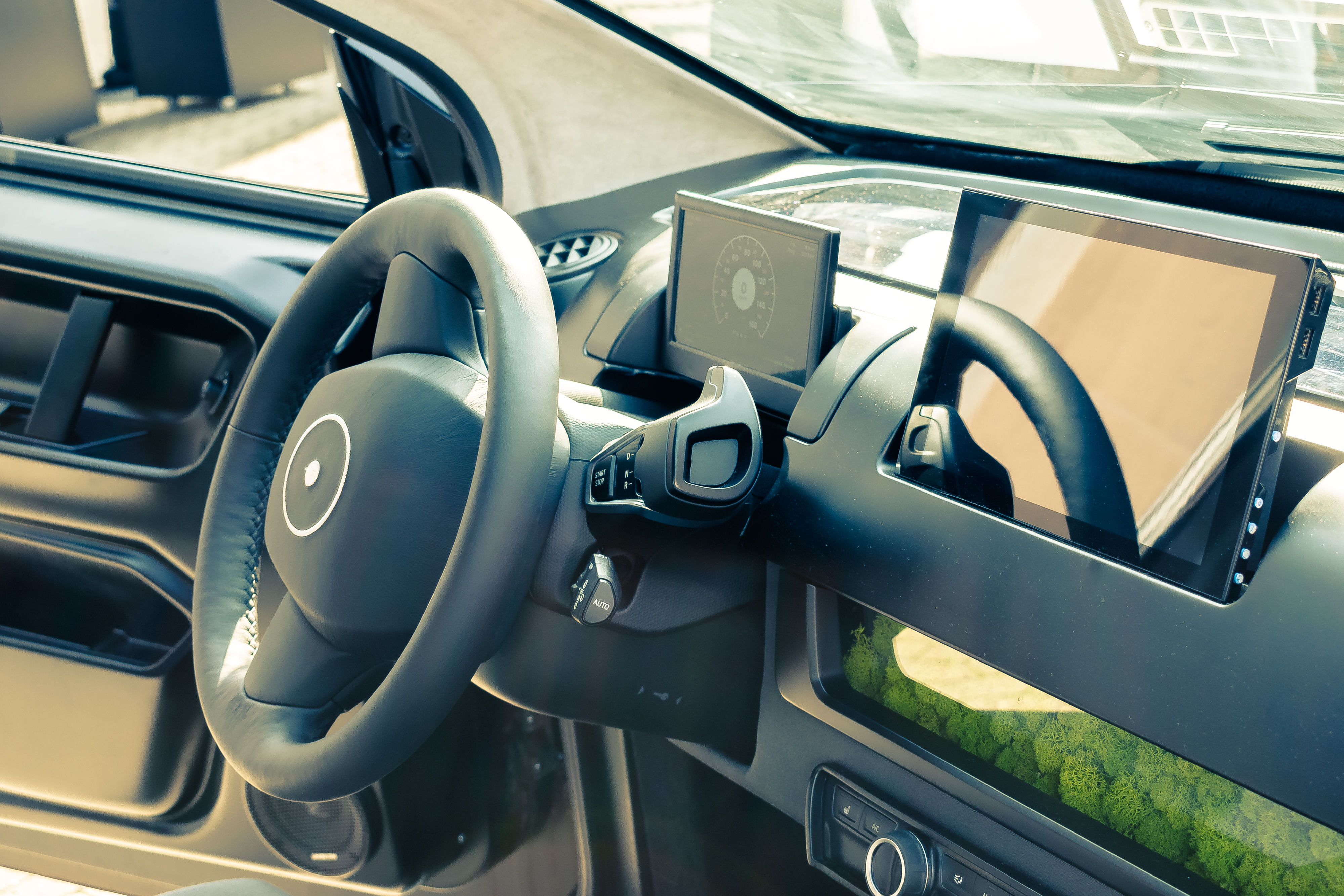
Binnenkant van het prototype op 26 augustus 2017 (rechterbenedenhoek: IJslandse mos van breSono).

### Kritiek
Op meerdere internetfora over elektrische auto's wordt sporadisch de kritiek geuit dat de aankondigen van de start-up over het voertuig onrealistisch ambitieus zijn. In het prototype herkenden enkele waarnemers in het interieur, chassis en aandrijving van BMW i3 met verdekte of verwijderde BMW-merkteken. Hierdoor trokken zij het prototype en de aangekondigde specificaties in twijfel.
Sono Motors reageerde op 14 september 2017 op deze kritiek met een rectificatie op sociale netwerksites en fora.
Ook de beloofde 30 km actieradius per dag die door opladen van de zonnepanelen kan worden behaald wordt in twijfel getrokken, vooral omdat dit alleen in zeer optimale omstandigheden bereikt zou kunnen worden, parkeren moet gebeuren op een plek in de volle zon zonder bomen of gebouwen in de buurt in verband met schaduw.
De actieradius opgewekt door de zonnepanelen in de winter in de stad zou maar 1 of 2 km kunnen zijn waardoor de extra kosten en het extra gewicht eerder een nadeel is dan een voordeel

## Accu en rijbereik
Als accumulator zou een watergekoelde lithium-ion-accu (LiMn2O4) met een capaciteit van 35 kWh en een gewicht van ca. 250 kg worden gebruikt. Omwille van de snelle ontwikkelingen in batterijtechniek heeft men ervoor gekozen om pas in een latere ontwikkelingsfase een definitief batterijmodel vast te leggen en bekend te maken. Intussen is bekend dat de capaciteit 54 kWh wordt en 360 kg zal wegen.
De Sion zou over een rijbereik van 305 km (WLTP) beschikken, wat overeenkomt met ca. 250 km in reële omstandigheden. De zonnecellen zouden per dag tot 30 km extra rijbereik kunnen opleveren.

## Oplaadmogelijkheden

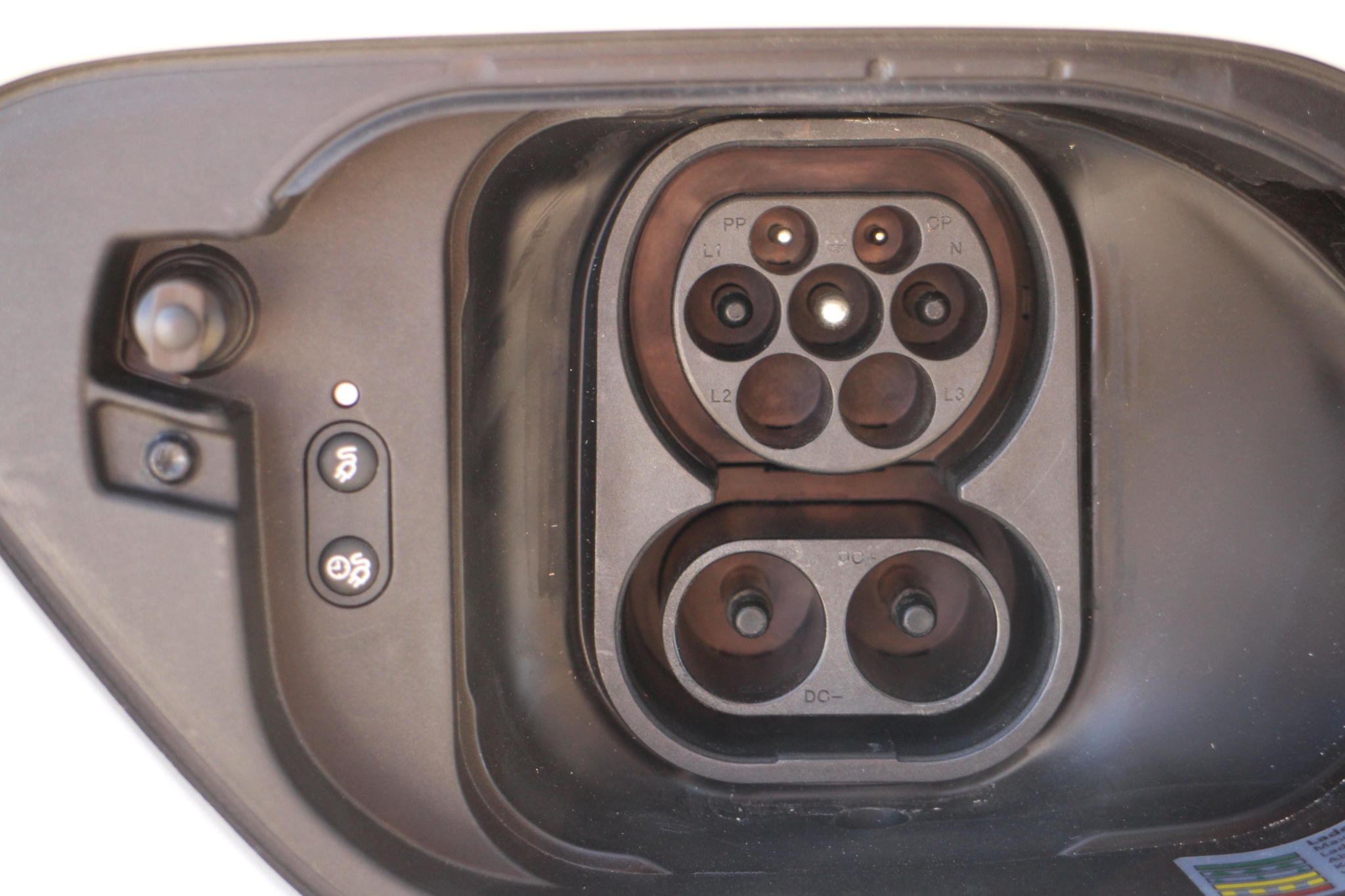
CCS-stekkersysteem, met een Type 2-stekker bovenaan (bijvoorbeeld uit een Volkswagen e-Golf).

De Sion zal met een CCS-stekkersysteem worden uitgerust, waardoor men voor langere afstanden aan snelladen met gelijkstroom kan doen, waarbij 75 kW als laadvermogen wordt opgegeven. In CCS geïntegreerd is de voor draaistroom voorziene Type 2–stekker; de bijbehorende Type 2–laadkabel wordt vermoedelijk tegen een meerprijs meegeleverd.
De geïntegreerde laadinrichting moet het toestaan om thuis, op het werk of aan een driefase-snellaadpalen de batterij over Mode2- en Mode3-laadsysteem naar IEC 62196 met een vermogen van 3,7 kW tot 22 kW te laden.

### Gebruik als stroomgeheugen (biSono)
Een bidirectioneel laadsysteem zorgt ervoor dat men over een Type 2-contact andere elektrische auto's met 11 kW via de Sion kan opladen. Een veiligheidsstopcontact maakt het aansluiten van gewone huishoudelijke apparaten (2,7 kW/230 V) mogelijk. Een terugkoppeling naar het stroomnet (Vehicle to Grid) is niet voorzien.

## Werkplaats (reSono)
Het werkplaatsboek voor de Sion zullen inclusief de CAD-bestanden van alle reserve-onderdelen voor 3D-printers of CNC-machines na de oplevering van de eerste modellen publiekelijk toegankelijk (licentievrij) zijn, zodat gunstige reparatiekosten te verwachten zijn. Met bijkomende instructievideo's en een instructiecatalogus op de website, zou men zonder al te veel voorkennis zelfstandig reserve-onderdelen in het voertuig kunnen inbouwen of door een garage kunnen laten inbouwen.

## Sharing (goSono)
De bezitter van de wagen zou naar wens door middel van een mobiele app van Sono Motors andere mensen stroom (powersharing) of een gelegenheid om mee te rijden (ridesharing) respectievelijk zijn auto (carsharing) kunnen aanbieden. Eind januari 2019 werd bekendgemaakt dat Bosch de Connectivity Control Unit (CCU) zou leveren, die zowel car-, ride-, powersharing moet toelaten alsook de eCall.

## Reservering en bestelling
De auto kan op de website van Sono Motors door betaling van een voorschot worden gereserveerd. Deze geïnteresseerden worden dan in 2019 een koopovereenkomst voor de Sion aangeboden. Daarbij heeft men een recht om te herroepen en tot terugtreding van twee weken. De oplevering van de wagen is kosteloos als men hem in Bremerhaven ophaalt en levering op een andere locatie kan mogelijk tegen een meerprijs ook worden geregeld.

### Prijs
De Sion zal in zijn standaardconfiguratie zonder batterij 16.000 euro kosten. Deze in vergelijking met andere elektrische wagens wordt onder andere door het gebruik van oudere – en daarom niet meer wettelijk beschermde – bouwonderdelen van traditionele autofabrikanten bekomen. De aandrijfas alsook de batterij worden bij automobieltoeleveranciers aangekocht.
De productie van het voertuig zal door de fabrikant NEVS (o.a. bekend van Saab) in Zweden worden gedaan.
De batterij wordt bij de aankoop ofwel tegen een maandelijks bedrag (huur of leasing) ofwel als eenmalige aankoop aangeboden. De eenmalige koopprijs van de batterij wordt door Sono Motors op minder dan 9500 euro geprognosticeerd.

## Waarborgen en garantie
Voor de waarborgen gelden de wettelijke voorwaarden in Duitsland. Daarnaast biedt Sono Motors een garantie voor de Sion van hetzij twee jaar hetzij 100.000 km aan (hetgeen het eerste wordt bereikt).